# Petitcodiac
Il Petitcodiac è un fiume canadese situato nella parte a sud-est del Nuovo Brunswick.

## Geografia
Dalla lunghezza di circa 129 km e con un bacino di drenaggio di più di 2.000 km², spesso le acque di questo fiume (per via dei mulinelli naturali che si creano) si colorano di marrone, bizzarria che gli ha valso il soprannome di "fiume di cioccolato".
Vicino alle rive del Petitcodiac vivono circa 175.000 persone. Il fiume ha la sorgente nei pressi del villaggio francofono di Petitcodiac (a cui dà il nome), e scende attraversando quasi tutto il Nuovo Brunswick, unendosi anche ai fiumi Annagance e Little River. Il fiume serpeggia nella part est del Nuovo Brunswick attraversando il villaggio di Hillsborough e varie città tra cui Moncton, Dieppe e Riverview prima di rigettarsi nella Baia di Shepody.

## Fauna
Nel Petitcodiac fino agli anni sessanta vi era una numerosa comunità di salmoni Gaspereau e di storioni, negli ultimi decenni l'industria sfrenata ha diminuito considerevolmente la popolazione dei salmonidi. Da pochi anni a questa parte si sta cercando di reintrodurre salmoni adulti e piccoli.

## Cantieri navali e trasporti
La costruzione navale e le ferrovie guidarono l'economia della valle durante tutto il 1900, grazie alle infrastrutture il Petitcodiac e tutta la zona circostante è diventata un punto centrale del commercio e dell'industria mercantile di tutto il Nuovo Brunswick.

## Il ponte e l'autostrada sul Petitcodiac
Storicamente il fiume proveniva da un estuario nella valle della comunità agricola di Coverdale. Nel 1968 la costruzione del ponte e della linea autostradale causò un blocco permanente del flusso naturale delle acque, con la conseguenza della creazione "naturale" di un lago di acqua dolce chiamato Lago Petitcodiac. Il ponte fu costruito sopra un altro ponte ormai vecchio il "Gunningsville", che univa Moncton e la comunità di Petitcodiac.
Il nuovo ponte è lungo circa 1 km. Il ponte, un vero e proprio "eco-mostro", ha distrutto l'ecosistema del Petitcodiac, e l'industria commerciale della pesca è stata cancellata completamente per via degli scarsissimi profitti ottenuti dopo la costruzione dell'autostrada. I danni fatti dal ponte sono aumentati fino a quando negli anni novanta è iniziata una vera e propria campagna di protesta contro questo "eco-mostro". Fino al 2006 ci sono stati diversi studi se abbattere o meno il ponte, in quanto un'eventuale distruzione comporterebbe danni non trascurabili alla zona e in più il costo per la rimozione del ponte si aggirerebbe sui 70 milioni di dollari.